# Леди Мери Кроли
Леди Мери Џозефин Кроли-Толбот (енгл. Lady Mary Josephine Crawley-Talbot) измишљени је лик из британске драмске ТВ серије Даунтонска опатија. Лик је у свим епизодама серије тумачила глумица Мишел Докери.

## Опис
Леди Мери Кроли је најстарија ћерка Лорда и Леди Грантам и вероватно главни лик и протагониста серије. У почетку је приказана као хладна млада жена, мада како серија напредује, она показује више рањивости и саосећања. Једна од њених најистакнутијих особина је неизмерна преданост Даунтону као њеној кући и, евентуално, имању на ком ће она председавати.
Након смрти потенцијалних наследника њеног оца, у Даунтон се досељава њен даљи рођак, млади Метју Кроли, којег пре тога никада није упознала. Иако је у почетку била хладнокрвна и безосећајна према Метјуу јер је сматрала да без обзира на закон она треба да наследи оца, касније се заљубљује у њега и њих двоје се вере. Међутим након што њена мајка остане трудна, због евентуалне могућности да је дете мушко и да због њега Метју остаје без наследства, Мери га одбија, на наговор тетке Розамунд. Још један разлог је тај што је, пре брака, спавала са гостом у Даунтону, турским амбасадором, покојник Кемалом Памуком, што је у то време било незамисливо. Повређени Метју напушта Даунтон.
Избија Први светски рат и Метју се придружује британској армији. За то време, Мери се вери са сер Ричардом Карлајлом, уредником новина, који, након што му Мери признаје шта се десило између ње и Памука, сузбија скандал у новинама. Метју се такође вери и то са Лавинијом Свајер. Сер Ричард постаје љубоморан и након више испада Мери га оставља. Касније Лавинија умире од куге. Након њене смрти Мери и Метју признају да и даље гаје осећања једно према другом. Мери му признаје да није невина и без обзира на то венчавају се у трећој сезони.
Касније Мери и Метју добијају сина Џорџа. Након што је посетио Мери у болници, Метју се враћа у Даунтон аутом и гине у саобраћајној несрећи. Његова смрт значи да Мери никада неће постати грофица од Грантама.
Месецима је у жалости, док је породица не убеди да настави даље. Убрзо добија два нова удварача - Антонија "Тонија" Фојла, лорда од Гилингама и Чарлса Блејка. Због Мери, Тони оставља вереницу Мејбел. Видевши да се Мери више свиђа лорд Гилингам, Чарлс се повлачи. Међутим, након што је спавала са њим, Мери оставља лорда Гилингама. Након тога Тони се враћа Мејбел.
На крају пете сезоне Мери на забави код рођаке Роуз и њеног мужа упознаје Хенрија Толбота, заљубљеника у аутомобиле. Иако је у почетку њихов однос хладан, постају блиски. Следећег јутра Толбот одлази. У последњој, шестој сезони, они се поново срећу. Иако има снажне осећаје према њему, Мери га одбија јер није имућан колико и она. Међутим, њен зет Том је убеђује да то није важно, те се Мери и Хенри венчавају крајем исте сезоне. У последњој епизоди серије, Хенри и Том отварају продавницу (за почетак половних) аутомобила, а Мери Хенрију открива да је трудна.